# Janssen (cràter)
|  | No s'ha de confondre amb Jansen (cràter). |

Janssen és un cràter d'impacte ancestral localitzat a la regió alta prop del llimb del sud-est de la Lluna. Tota l'estructura ha estat erosionada singificativament i està marcada per diversos cràters de petit impacte. La paret externa ha estat perforada per múltiples llocs, però la silueta del cràter encara pot ser observada. Les parets formen un hexàgon distintiu a la superfície lunar, amb una petita curvatura als seus vèrtexs.

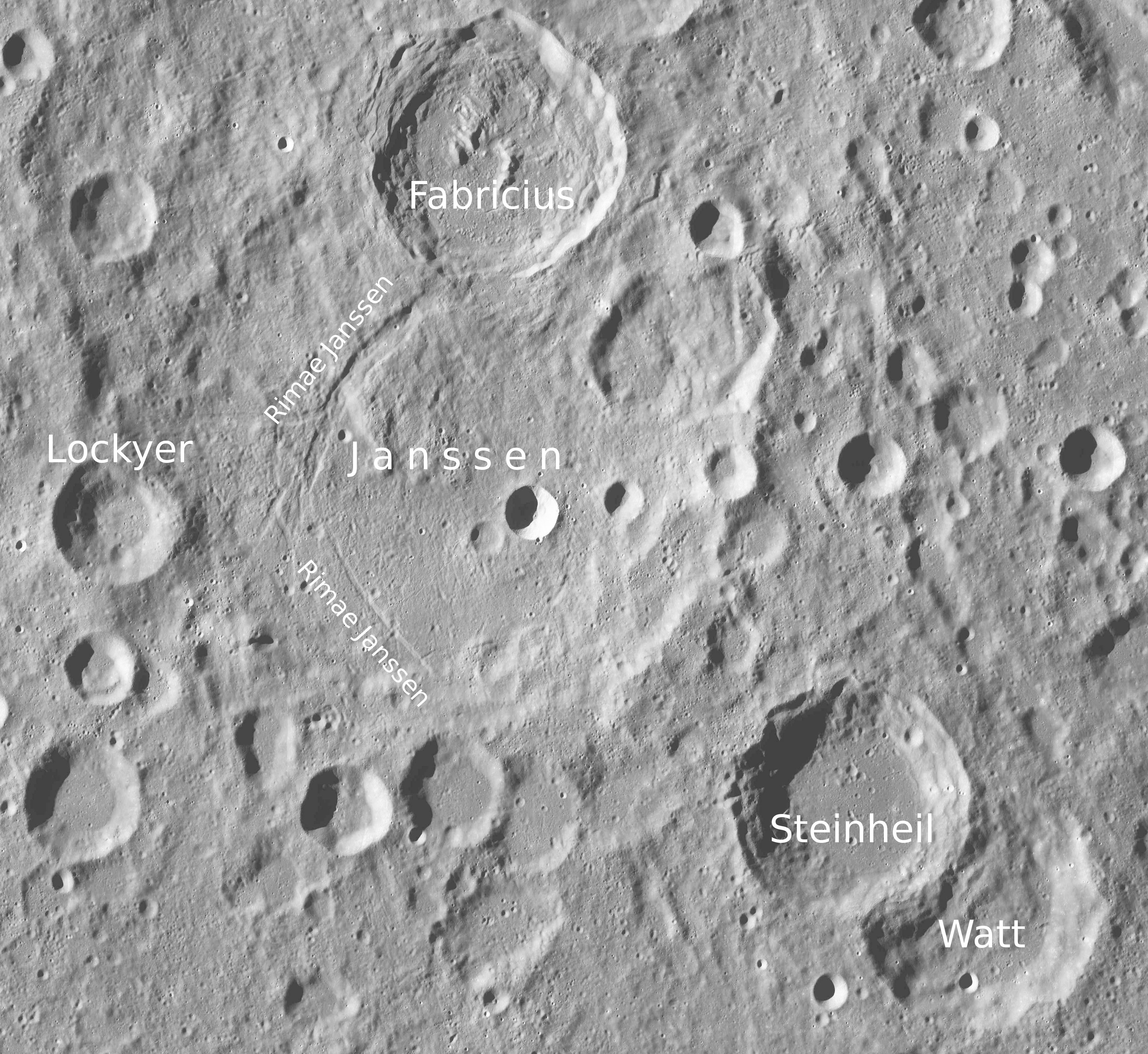
Localització de Janssen (centre de la imatge)
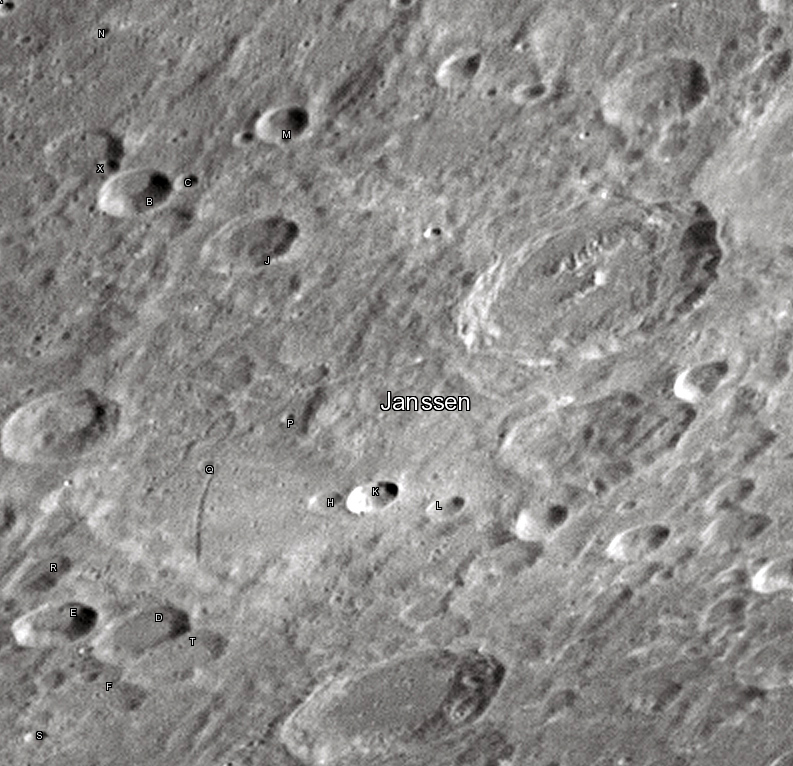
Cràters satèl·lit

El prominent cràter Fabricius es troba íntegrament als afores de la paret exterior, al quadrant nord-est. Un nombre d'altres cràters més petits, però notables, marquen el sòl del cràter. Connectat a la vora nord-est hi ha el cràter Metius, i al nord hi ha el molt erosionat cràter Brenner. Al sud-est de Jannssen hi ha els cràters units de Steinheil i Watt. A la sortida de la paret sud-oest hi ha el cràter Lockyer, que és el més petit. Més enllà, cap a l'est, i encara que semblés més proper per l'elongació, hi ha el gegantí Vallis Rheita.
A l'interior del cràter Janssen, al nord-oest, es poden observar les restes d'un cràter llarg i concèntric, la paret del qual està unida amb Fabricius. El sòl de Janssen acull un sistema d'esquerdes anomenat Rimae Janssen. Aquestes esquerdes van des de la vora del cràter Fabricius (al sud-est de la paret externa de Janssen), estenent una distància de fins a 140 quilòmetres.

## Cràters satèl·lit
Per convenció aquests elements són identificats en els mapes lunars posant la lletra en el costat del punt central del cràter que està més proper a Janssen.
| Janssen | Coordenades                            | Diàmetre |
| ------- | -------------------------------------- | -------- |
| B       | 43° 10′ S, 34° 22′ E / 43.17°S,34.37°E | 21 km    |
| C       | 42° 53′ S, 34° 55′ E / 42.89°S,34.91°E | 7 km     |
| D       | 48° 39′ S, 41° 13′ E / 48.65°S,41.22°E | 29 km    |
| E       | 48° 49′ S, 39° 46′ E / 48.82°S,39.77°E | 24 km    |
| F       | 49° 49′ S, 41° 55′ E / 49.82°S,41.92°E | 35 km    |
| H       | 46° 26′ S, 41° 43′ E / 46.43°S,41.71°E | 10 km    |
| J       | 43° 26′ S, 36° 35′ E / 43.44°S,36.58°E | 27 km    |
| K       | 46° 11′ S, 42° 19′ E / 46.19°S,42.31°E | 15 km    |
| L       | 46° 05′ S, 43° 35′ E / 46.09°S,43.58°E | 12 km    |
| M       | 41° 54′ S, 35° 26′ E / 41.90°S,35.44°E | 16 km    |
| N       | 41° 26′ S, 32° 07′ E / 41.43°S,32.12°E | 5 km     |
| P       | 45° 30′ S, 39° 46′ E / 45.50°S,39.76°E | 4 km     |
| Q       | 46° 21′ S, 39° 22′ E / 46.35°S,39.36°E | 5 km     |
| R       | 48° 17′ S, 38° 42′ E / 48.28°S,38.70°E | 23 km    |
| S       | 50° 25′ S, 41° 50′ E / 50.42°S,41.83°E | 7 km     |
| T       | 48° 53′ S, 42° 19′ E / 48.88°S,42.31°E | 29 km    |
| X       | 42° 56′ S, 33° 16′ E / 42.93°S,33.27°E | 24 km    |